# Проценко Степан Феодосійович
Степан Феодосійович Проценко (11 листопада 1900 — 3 жовтня 1943) — Герой Радянського Союзу, у роки радянсько-німецької війни командир 269-го стрілецького полку 136-ї стрілецької дивізії 38-ї армії Воронезького фронту, підполковник.

## Біографія
Народився 11 листопада 1900 року в місті Конотопі Сумської області в сім'ї робітника-залізничника. Українець. Закінчив чотири класи міського училища.
У 1920 році добровольцем пішов у Червону Армію. Брав участь в Громадянській війні. У 1935 році закінчив Військово-інженерну академію. У боях радянсько-німецької війни з 1941 року. Воював на Воронезькому фронті.
У ніч на 2 жовтня 1943 року 269-й стрілецький полк 136-ї стрілецької дивізії під командуванням С. Ф. Проценко форсував Дніпро на південь від Києва і закріпився на острові Козачому, що мав важливе тактичне значення. Радянські передові підрозділи отримали можливість перерізати шосе Київ—Обухів і зайняти командні висоти, що створювало сприятливу обстановку для переправи через Дніпро основних сил. Завдяки рішучості та високому командирської майстерності С. Ф. Проценко батальйон не тільки уникнув оточення, але й завдав удару по ворогу, примусивши його до відступу. Сотні гітлерівців загинули на острові Козачому.

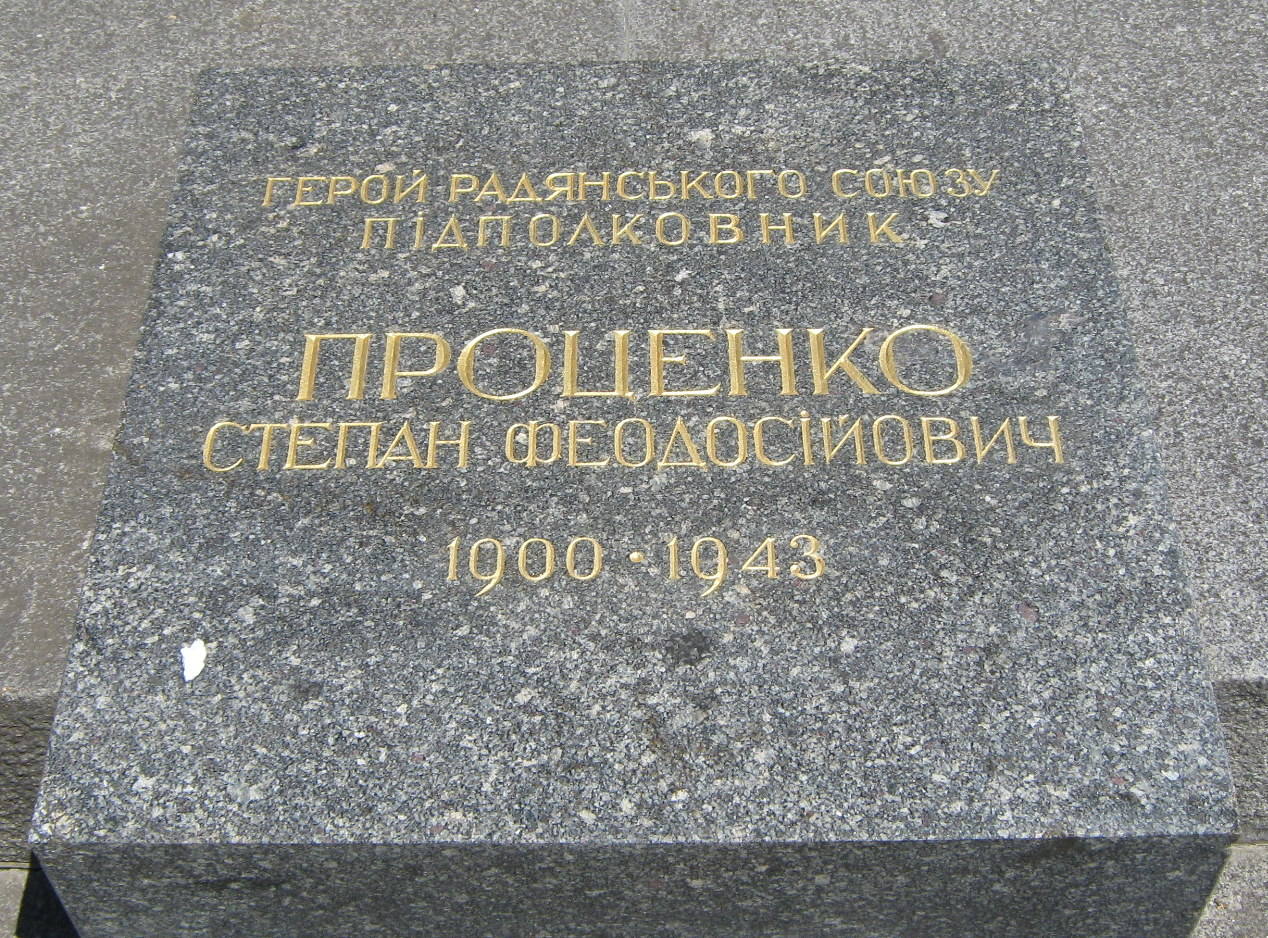
Могила Степана Проценко

3 жовтня 1943 року, незважаючи на великі втрати, німці знову контратакували. Над островом з'явилися ворожі літаки. Навколо рвалися снаряди і бомби. Одна з бомб вибухнула поблизу від командного пункту. Степан Федосійович Проценко був смертельно поранений осколками. Похований у Києві у Парку Вічної Слави.
Указом Президії Верховної Ради СРСР від 10 січня 1944 року за зразкове виконання бойових завдань командування і проявлені при цьому мужність і героїзм підполковникові Степану Феодосійовичу Проценко посмертно присвоєно звання Героя Радянського Союзу.

## Нагороди, пам'ять
Нагороджений орденом Леніна, орденом Червоної Зірки, медалями.
У місті Конотопі на вулиці, де Герой народився і жив, встановлено меморіальну дошку. Про бойовий шлях Героя оповідають матеріали експозиції Конотопського краєзнавчого музею.